# Quarto Mondo (fumetto)
Il Quarto Mondo (Fourth World, chiamato anche Jack Kirby's Fourth World) è una saga cosmica e mitologica. Si struttura e sviluppa su diverse serie a fumetti scritte e disegnate da Jack Kirby e pubblicate negli Stati Uniti d'America dalla DC Comics tra il 1970 e il 1973. I personaggi e i concetti dell'opera sono integrati nell'universo DC e quindi nella sua continuity. La storia è un grande affresco su un'epica battaglia tra il bene e il male, rappresentati dai mondi di Nuova Genesi e di Apokolips; personaggi cardine sono Darkseid, signore di Apokolips, High Father, protettore di New Genesis, Orion, figlio di Darkseid e allevato dagli abitanti di Nuova Genesi, Mister Miracle e i Forever People.

## Storia editoriale
Alla fine degli anni sessanta Kirby ipotizzò che i fumetti avrebbero avuto bisogno di trovare un luogo più valido per essere venduti rispetto alle solite edicole; per questo immaginò una serie a fumetti finita che sarebbe stata serializzata e poi raccolta in volume una volta conclusa. Trovandosi in contrasto a quel tempo con la Marvel perché aveva creato da solo o con altri autori numerosi personaggi senza avere mai avuto riconosciuti i diritti d'autore, propose la nuova serie alla DC Comics, principale concorrente della Marvel.
La linea editoriale del Quarto Mondo sarebbe stata composta da tre serie originali, The Forever People, Mister Miracle e New Gods, ma ebbe un prologo a ottobre 1970 nella serie Superman's Pal Jimmy Olsen, usata da Kirby per introdurre il concetto e i personaggi principali. Dopo il prologo, la linea editoriale continuò nelle programmate serie a partire dal 1971. Kirby fu autore e redattore di tutte le serie, cosa che gli permise di sfruttare temi e storie più complessi, nonché toni più violenti maggiori rispetto ai fumetti dell'epoca. Dopo aver appreso che le serie sarebbero state cancellate, Kirby cercò di legare le diverse serie nei loro numeri finali, ma la storia complessiva non fu finita. I personaggi del Quarto Mondo in seguito riapparvero in diverse serie DC e vennero integrati nell'universo DC comparendo in varie serie.
La serie New Gods venne rilanciata nel 1977 proseguendo da dove la trama era stata interrotta con una serie che proseguì la numerazione originale e modificando la testata in The Return of the New Gods scritta da Gerry Conway; Mister Miracle invece si è unito a Batman nella serie The Brave and the Bold oltre che in una propria dedicata scritta da Steve Englehart e Steve Gerber; il personaggio ha incontrato Superman nella serie DC Comics Presents nel 1979 mentre i New Gods hanno incontrato la Justice League of America e la Justice Society of America nella serie Justice League of America nel 1980

### Pubblicazioni seriali
- The Forever People (11 albi, 1971 - 1972);[10][11]
- The New Gods (11 albi, 1971 - 1972);[12][13]
- Mister Miracle (18 albi, 1971 - 1974).[14]

### Volumi antologici
- Jack Kirby's New Gods (raccoglie The New Gods nn. 1-11, 304 pagine, dicembre 1997, ISBN 1563893851)[15]
- Mister Miracle:
  - Jack Kirby's Mister Miracle: Super Escape Artist (raccoglie Mr Miracle nn. 1-10, 256 pagine, gennaio 1999, ISBN 1563894572)[16]
  - Jack Kirbys Fourth World: Featuring Mister Miracle (raccoglie Mr Miracle nn. 11-18, 187 pagine, luglio 2001, ISBN 1563897237)[17]
- Jack Kirby's the Forever People (raccoglie Forever People nn. 1-11, 288 pagine, ottobre 1999, ISBN 1563895102)[18]
- Jimmy Olsen: Adventures by Jack Kirby:
  - Volume 1 (raccoglie Jack Kirby's the Forever People nn. 133-141, 160 pagine, luglio 2003, ISBN 1563899841)[19]
  - Volume 2 (raccoglie Superman's Pal Jimmy Olsen nn. 142-150, 192 pagine, dicembre 2004, ISBN 1401202594)[20]

Omnibus
- Volume 1 (raccoglie Forever People nn. 1-3, Mister Miracle nn. 1-3, The New Gods nn. 1-3, Superman's Pal Jimmy Olsen nn. 133-139; 396 pagine, luglio 2007, ISBN 1401213448)[21]
- Volume 2 (raccoglie Forever People nn. 4-6, Mister Miracle nn. 4-6, The New Gods nn. 4-6, Superman's Pal Jimmy Olsen nn. 141-145; 396 pagine, settembre 2007, ISBN 140121357X)[22]
- Volume 3 (raccoglie Forever People nn. 7-10, Mister Miracle nn. 7-10, The New Gods nn. 7-10, Superman's Pal Jimmy Olsen nn. 146-148; 396 pagine, novembre 2007, ISBN 1401214851)[23]
- Volume 4 (raccoglie Forever People n. 11, Mister Miracle nn. 11-18, The New Gods n. 11, The Hunger Dogs, Even Gods Must Die da The New Gods vol. 2 n. 6, On the Road to Armagetto!; 424 pagine, marzo 2008, ISBN 1401215831)[24]

### Edizioni italiane
In Italia la serie New Gods è stata pubblicata dalla Editoriale Corno su Kamandi (16-26) nel 1977-1978; le 3 serie sono state pubblicate su 3 volumi brossurati dalla Play Press nel 1999-2000.

## Critica
Lo storico dei fumetti Les Daniels ha osservato nel 1995 che «il mix di gergo e mito, fantascienza e Bibbia di Kirby è fatto per un inebriante entusiasmo, ma la portata della sua visione è sopravvissuta». Nel 2007, lo scrittore di fumetti Grant Morrison ha commentato: «I drammi di Kirby sono stati messi in scena attraverso panorami junghiani di simboli grezzi e tempeste [...] La saga di Fourth World è scoppiettante con la tensione della sconfinata immaginazione di Jack Kirby lasciata su carta».

## Premi e riconoscimenti
La linea editoriale originale fece vincere a Jack Kirby uno Shazam Award per "Special Achievement by an Individual" nel 1971.
Nel 1998 la raccolta Jack Kirby's New Gods vinse un Harvey Award per "Best Domestic Reprint Project" e un Eisner Award per "Best Archival Collection/Project".

## Altri media

### Televisione
- Personaggi del Quarto Mondo sono apparsi nelle serie animate Superman, Batman of the Future, Justice League e Justice League Unlimited

## Merchandising
Nel corso degli anni sono stati realizzati numerosi giocattoli dei personaggi del Quarto Mondo, di cui i primi furono quelli della linea Super Powers Collection.